# Pierre de Vieille-Bride
Pierre de Vieille-Bride, ou Vieille-Brioude, est le dix-huitième supérieur de L'Hospital de l'ordre de Saint-Jean de Jérusalem de 1240 à 1244.

## Biographie
Pierre de Vieille-Bride apparaît en Orient au mois de février 1216 comme simple frère. Il succède à Bertrand de Comps dès 1239 ou 1240. La mention de son successeur date d'entre le mois de mai 1239 et le 20 septembre 1239. Nous n'avons aucune information sur sa mort mais contrairement à la tradition, il n'est pas mort lors de la bataille de Gaza le 17 octobre 1244 mais avant le 31 mai 1243.
Il était précédemment grand précepteur de l'Hospital du 18 juillet 1237 au mois d'avril 1239.
Son patronyme est une déformation de Vieille-Brioude ce qui le fait originaire d'Auvergne et de la forteresse de Vieille-Brioude.

## La bataille de Gaza
Thibaut de Champagne, roi de Navarre, s'était croisé avec 1 000 à 1 500 chevaliers français et venait de débarquer en Terre sainte. Il s'était fait forcer la main par ses compagnons de voyage contre l'avis des trois ordres militaires de faire marcher sur Gaza pour combattre le sultan de Damas, Al-Salih Ismaël. Il subit une sanglante défaite que le chef templier et le grand maître hospitalier avaient, à grand peine, dissuader d'attaquer le lendemain au risque de transformer une défaite en déroute. Il se replia sur Jaffa et Ascalon.
Mais à l'été 1240 il offre une oreille attentive au proposition de Al-Salih Ismaël qui voulait reconquérir Damas. Il offrait aux Chrétiens la restitution de Safed, de la Forteresse de Beaufort, du pays entre Sidon et Tibériade et des territoires en deçà du Jourdain. Contrairement à l'avis de Bertrand de Comps, mais avec l'accord des Templiers, il prend possession des places. Il s'était allié avec ses forces restantes, en l'absence des Hospitaliers et d'un nombre important de croisés, à Al-Salih Ismaël qui devait être défait dans sa reconquête de Damas. Thibaut de Champagne se replie alors sur Ascalon pour fortifier la place et les Templiers sur Safed. Thibaut quitte la Terre sainte en septembre 1240.

## L'opposition des Templiers et des Hospitaliers
Peu après le départ de Thibaut de Champagne, arrive à Saint-Jean-d'Acre avec de nombreux croisés anglais, le 11 octobre 1240, Richard de Cornouailles. Il termine les fortifications d'Ascalon en mars 1241 quand le traité préparé par Thibaut de Champagne avec le sultan d’Égypte fut présenté à la ratification de Richard. Celui-ci sur les conseils de Hugues IV de Bourgogne, de Gautier de Jaffa et de Pierre Vieille-Bride, ratifie le traité le 23 avril 1241 et rentre en Angleterre le 3 mai suivant.
Richard n'avait pas une grande estime pour « les deux frères jumeaux » comme il appelait les Templiers et les Hospitaliers, chargés de défendre la terre du Seigneur, faisaient rivalité de leurs richesses au lieu de mettre celle-ci au service du salut de la cause chrétienne, soufflaient autour d'eux la discorde, oublieux des ordres de pape, et étaient toujours prêts à entrer en lutte l'un contre l'autre. Le conflit ne tardât pas, a peine Richard rembarqué, les Templiers, refusant la trêve initié par Richard, s'attaquèrent aux Hospitaliers et aux Teutoniques, qui eux, l'avaient acceptée. Il les assiégèrent dans Saint-Jean d'Acre, leur coupant les vivres, allant même jusqu'à les empêcher d'enterrer leurs morts hors de leur couvent. Tout cela en l'absence de Vieille-Bride qui guerroyait aux environs de Margat contre le sultan d'Alep.

## Dalle funéraire
Sa dalle funéraire fut retrouvée dans la crypte de la commanderie hospitalière de Saint-Jean-d'Acre.
Epitaphe :
☩ ANNO ⠇AB ⠇INCARNACIONE ⠇DOMINI ⠇M ⠇CC ⠇XL ⠇II ⠇OBIIT ⠇FRATER ⠇PETRUS ⠇DE ⠇VETERI ⠇BRIVATO ⠇

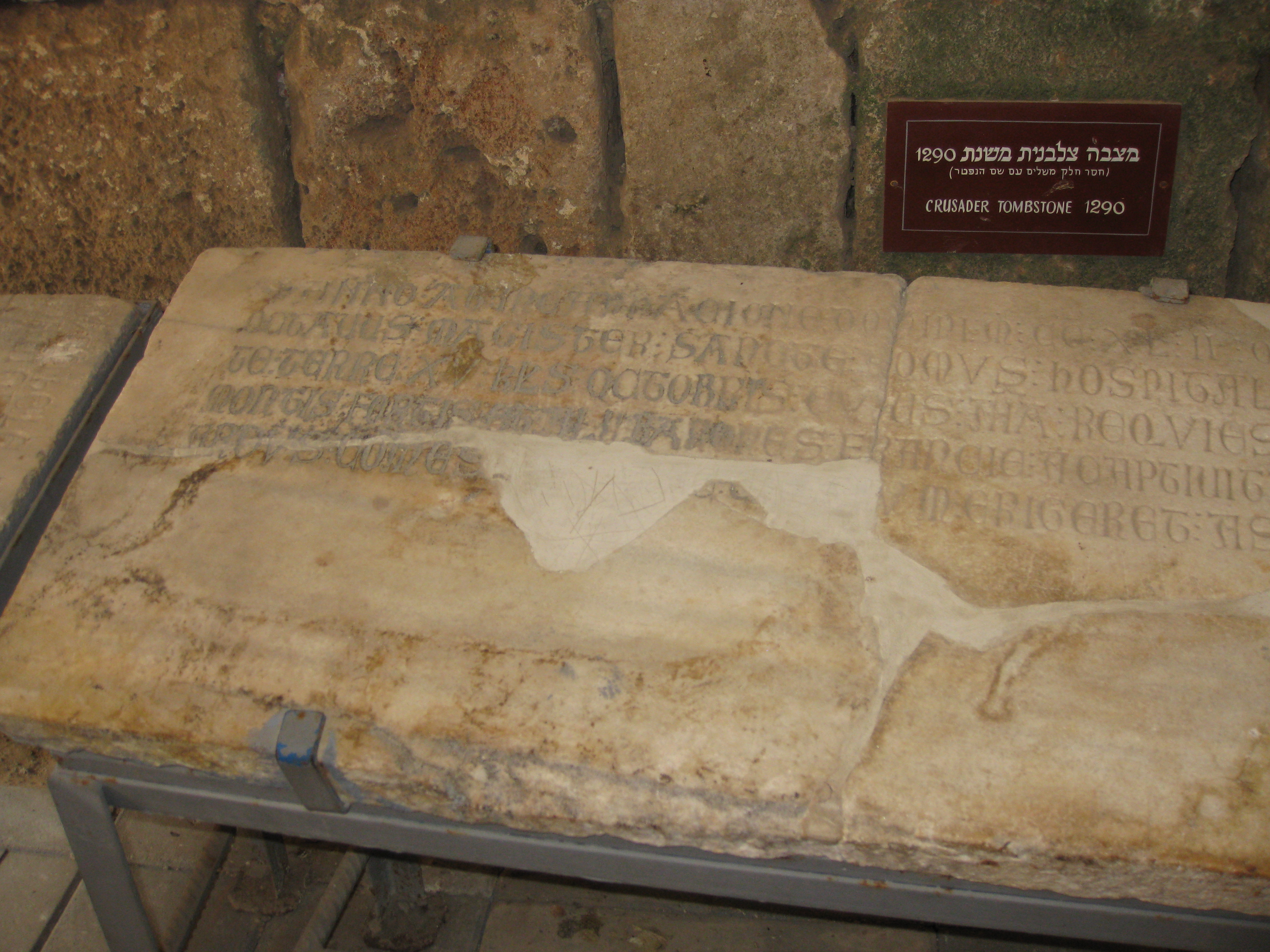
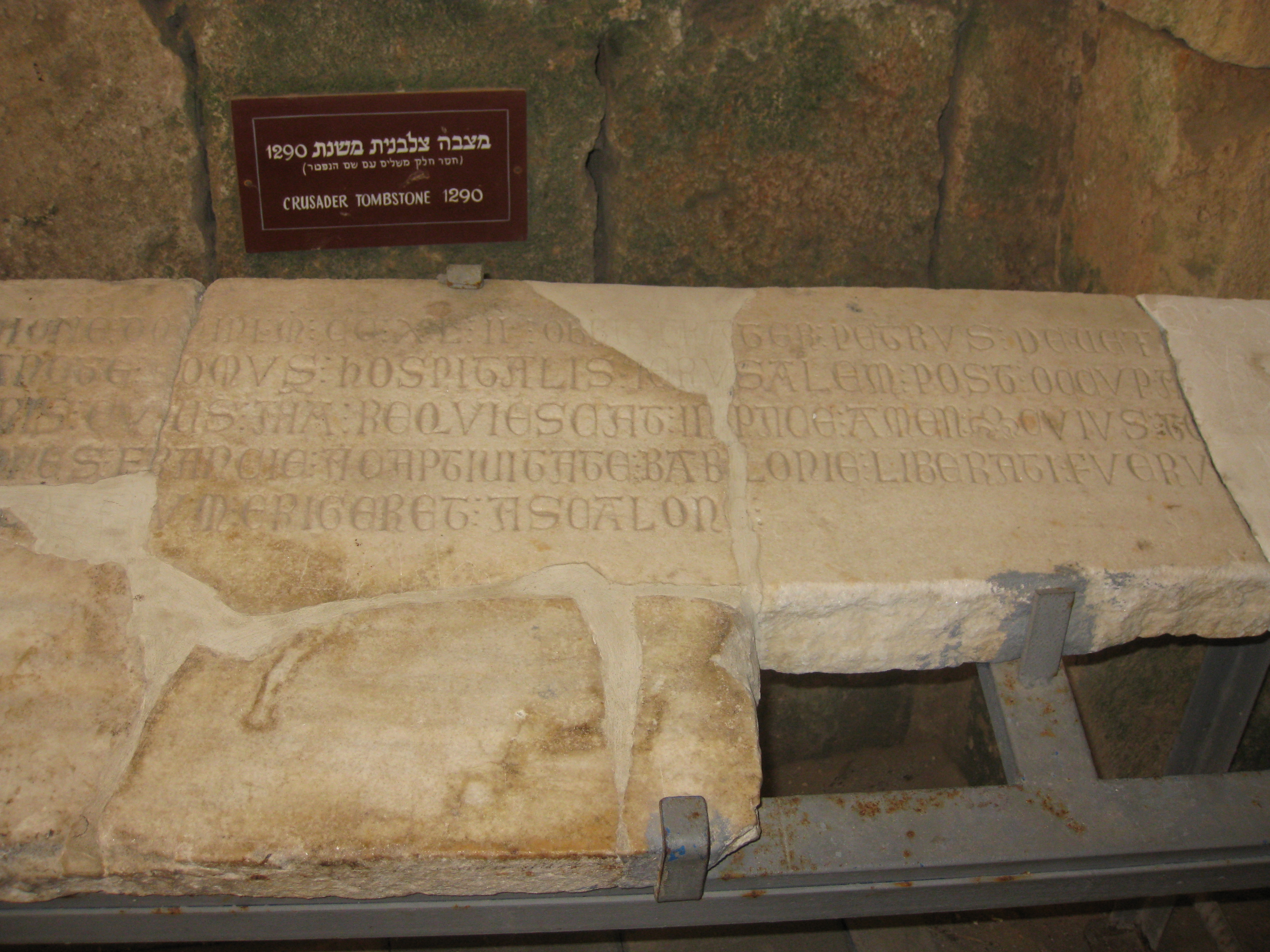

OCTAVUS ⠇MAGISTER ⠇SANCTE ⠇DOMUS ⠇HOSPITALIS ⠇IERUSALEM ⠇POST ⠇OCCUPATIONEM ⠇SANC 

TE ⠇TERRE ⠇XV ⠇KLS ⠇OCTOBRIS ⠇CUIUS ⠇AIA ⠇REQUIESCAT ⠇IN ⠇PACE ⠇AMEN ⠇⚜ CUIUS ⠇TEMPORE ⠇COMES ⠇

MONTIS ⠇FORTIS ⠇ET ⠇ALII ⠇BARONES ⠇FRANCIE ⠇A CAPTIVITATE ⠇BABILONIE ⠇LIBERATI ⠇FUERUNT ⠇DUM ⠇RICH 

Traduction :
L'an 1242 de l'incarnation du Seigneur est décédé frère Pierre de Vieille-Brioude, huitième maître de la sainte maison de l'Hôpital de Jérusalem depuis l'occupation de la Terre Sainte, le XV des calendes d'octobre (17 septembre). Que son âme repose en paix. Amen. En ce temps-là, le comte de Montfort et d'autres barons de France ont été libérés de la captivité au Caire et Richard, comte  de Cornouailles a construit la forteresse d'Ascalon.

## Sources bibliographiques
- Bertrand Galimard Flavigny, Histoire de l'ordre de Malte, Paris, Perrin, 2006 (ISBN 2262021155 et 978-2262021153)
- Joseph Delaville Le Roulx, Les hospitaliers en terre sainte et à Chypre 1100 à 1310, Paris, Ernest Leroux, 1904 (ISBN 1421208431 et 978-1421208435)
- Alain Romeuf, « Les Vieille-Brioude - Xe au XIIIe siècle », Cahiers de la Haute-Loire, Le Puy-en-Velay,‎ 2001, p. 28-34 (lire en ligne)